# Nāḩiyat al Ghizlānīyah
Nāḩiyat al Ghizlānīyah (arabiska: ناحية الغزلانية) är ett subdistrikt i Syrien.   Det ligger i provinsen Rif Dimashq, i den sydvästra delen av landet, 30 km sydost om huvudstaden Damaskus.
Trakten runt Nāḩiyat al Ghizlānīyah är ofruktbar med lite eller ingen växtlighet. Runt Nāḩiyat al Ghizlānīyah är det ganska tätbefolkat, med 75 invånare per kvadratkilometer.